# Малакановское
Малака́новское — село в Прохладненском районе Кабардино-Балкарской Республики.
Образует муниципальное образование «сельское поселение Малакановское», как единственный населённый пункт в его составе.

## География
Селение расположено в северо-восточной части Прохладненского района, на правом берегу реки Кура, к юго-западу от Курского водохранилища. Находится в 60 км к северо-востоку от районного центра Прохладный и в 115 км от города Нальчик (по дороге). Прибрежная зона села является крайней северной точкой Кабардино-Балкарии.
Площадь территории сельского поселения составляет — 21,53 км2. Из них на сельскохозяйственные угодья приходятся 19,75 км2 (91,73 %).
Граничит с землями населённых пунктов: Дальнее на юго-западе, Каново на западе, станицей Курская на северо-востоке и посёлком Ровный на юго-востоке.
Населённый пункт расположен в нижней части наклонной Кабардинской равнины, в равнинной зоне республики. Средние высоты на территории села составляют около 180 метров над уровнем моря. Рельеф местности представляет собой в основном равнины с общим уклоном с запада на восток, без резких колебаний относительных высот. К западу от села расположен памятник природы — Малакановская впадина.
Гидрографическая сеть представлена рекой Кура, извивающейся к северу от села. На северо-востоке расположено Курское водохранилище.
Климат местности умеренный полузасушливый. Среднемесячная температура воздуха в июле достигает +23,5°С, в январе она составляет около -3,0°С. Среднегодовое количество осадков составляет около 480 мм. Основные ветры восточные и северо-западные. В конце лета возможны суховеи, дующие со стороны Прикаспийской низменности. 

## История
В книге Науменко А. А. «Мои журналистские тропы» есть сведения, что село Малакановское было основано в 1783 году. По мнению республиканских краеведов, на месте современного села во второй половине XIX века (1864 или 1888 год) был образован хутор-выселка соседнего немецкого села Каново, по имени которого новое поселение и получило своё название — Мало-Кановское.
В 1964 году посёлок Малакановский был включён в состав новообразованного сельсовета — Изобильный.
В 1999 году селение было выделено из состава Изобильненской сельской администрации (ныне сельское поселение Дальнее) и преобразовано в самостоятельную сельскую администрацию, на основании постановления Парламента Кабардино-Балкарской Республики от 29 декабря 1999 года № 165-П-П.
В 2005 году Малакановская сельская администрация преобразовано в муниципальное образование, со статусом сельского поселения.

## Население
| 2002 | 2010 | 2012 | 2013 | 2014 | 2015 | 2016 |
| ---- | ---- | ---- | ---- | ---- | ---- | ---- |
| 548  | ↘538 | ↘505 | ↘486 | ↘467 | ↘455 | ↘449 |
| 2017 | 2018 | 2019 | 2020 | 2021 | 2023 | 2024 |
| ↘444 | ↘443 | ↘437 | ↗443 | ↗518 | ↗523 | ↘519 |
| 2025 |      |      |      |      |      |      |
| ↗547 |      |      |      |      |      |      |

Плотность — 25.41 чел./км2.
Национальный состав
По данным Всероссийской переписи населения 2010 года:
| Народ      | Численность, чел. | Доля от всего населения, % |
| ---------- | ----------------- | -------------------------- |
| русские    | 314               | 58,4 %                     |
| турки      | 78                | 14,5 %                     |
| балкарцы   | 26                | 4,8 %                      |
| немцы      | 25                | 4,6 %                      |
| кабардинцы | 19                | 3,5 %                      |
| украинцы   | 18                | 3,3 %                      |
| армяне     | 13                | 2,4 %                      |
| лакцы      | 12                | 2,2 %                      |
| другие     | 33                | 6,1 %                      |
| всего      | 538               | 100 %                      |

По данным Всероссийской переписи населения 2021 года:
| Народ             | Численность, чел. | Доля от всего населения, % |
| ----------------- | ----------------- | -------------------------- |
| русские           | 300               | 57,91 %                    |
| турки             | 74                | 14,28 %                    |
| балкарцы          | 35                | 6,76 %                     |
| кабардинцы        | 21                | 4,06 %                     |
| чеченцы           | 15                | 2,90 %                     |
| немцы             | 15                | 2,90 %                     |
| армяне            | 11                | 2,12 %                     |
| лакцы             | 10                | 1,93 %                     |
| украинцы          | 10                | 1,93 %                     |
| другие/не указано | 27                | 5,21 %                     |
| всего             | 518               | 100 %                      |

Поло-возрастной состав
По данным Всероссийской переписи населения 2010 года: 
| Возраст     | Мужчины, чел. | Женщины, чел. | Общая численность, чел. | Доля от всего населения, % |
| ----------- | ------------- | ------------- | ----------------------- | -------------------------- |
| 0 — 14 лет  | 62            | 52            | 114                     | 21,2 %                     |
| 15 — 59 лет | 170           | 179           | 349                     | 64,9 %                     |
| от 60 лет   | 29            | 46            | 75                      | 13,9 %                     |
| Всего       | 261           | 277           | 538                     | 100,0 %                    |

Мужчины — 261 чел. (48,5 %). Женщины — 277 чел. (51,5 %).
Средний возраст населения — 34,8 лет. Медианный возраст населения — 33,3 лет.
Средний возраст мужчин — 32,6 лет. Медианный возраст мужчин — 31,7 лет.
Средний возраст женщин — 36,9 лет. Медианный возраст женщин — 34,6 лет.

## Местное самоуправление
Администрация сельского поселения Малакановское — село Малакановское, ул. Южный квартал, 5.
Структуру органов местного самоуправления сельского поселения составляют:
- Исполнительно-распорядительный орган — Местная администрация сельского поселения Малакановское. Состоит из 4 человек.
  - Глава администрации сельского поселения — Пурик Санета Ромуловна.
- Представительный орган — Совет местного самоуправления сельского поселения Малакановское. Состоит из 7 депутатов, избираемых на 10 лет.
  - Председатель Совета местного самоуправления сельского поселения — Пурик Санета Ромуловна.

## Образование
- МКОУ Средняя общеобразовательная школа — ул. Интернациональная, 1.

## Здравоохранение
- Участковая больница — ул. Южный квартал, 5.

## Культура
- МКУК Культурно-досуговый центр — ул. Интернациональная, 9 «а».

## Улицы
На территории села зарегистрировано 6 улиц и 3 переулка:
Улицы
| Интернациональная |
| Молодёжная        |

| Новая    |
| Пасечная |

| Садовая       |
| Южный квартал |

Переулки
| Виноградный |

| Восточный |

| Первомайский |